# Андрей Мицов
Андрей Мицов Стоилков или Чорбаджийски е български общественик и революционер, деец на Вътрешната македоно-одринска революционна организация.

## Биография
Роден е в семейството на Мицо Стоилков в село Кресна, тогава в Османската империя. Завършва училището в родното си село в 1883 година, по-късно учи в Мелник (1890), а в 1894 година завършва училище за кадия в Цариград. Общински кмет е на Кресна и аза (съветник) при казалийската община в Мелник.
Заедно с брат си Прокоп Мицов по инициатива на лидера на Серски революционен окръг на ВМОРО Яне Сандански основават в 1901 година революционен комитет в родното си село, като Андрей става негов председател. Оказва съпротива на опитите на Върховния комитет да проникне в Кресненско и не допуска избухването на Горноджумайското въстание в 1902 г. в района. В 1903 година по време на Илинденско-Преображенското въстание организира и оглавява чета, която тръгва към Спано поле в Пирин.
По време на Балканската война в 1912 година подпомага брат си Прокоп в организирането на чета, която действа в гърба на османските войски и подпомага настъплението на Българската армия. След освобождението е общински съветник и кмет. Умира вероятно отровен от местни жители, недоволни от разпределението на земите и имотите на забегналите турци, които са предоставени от Мицов предимно на безимотни селяни.